# 森正方
森 正方（もり まさかた、寛永2年（1625年）- 元禄2年6月5日（1689年7月21日））は、美作津山藩家老。赤穂藩第3代藩主森長生の外祖父。
森家家臣森正矩の嫡男。母は池田家家臣高木義政の娘。正室は関成次の娘伊勢松（津山藩2代藩主森長継の異母妹）。子は伊勢松との間に森正致室於徳、各務利直室於嶋。長女於徳の婿養子に森正致（各務四郎衛門利峯次男）。祖父は森河内正次。曽祖父は森可政。通称は所左衛門、兵右衛門。
万治2年（1659年）2月知行300石。同年8月父正矩の死去により家督相続し1000石。後に2000石。貞享3年（1686年）7月、藩主長成の家督相続の御礼言上の際に、森家家老・森采女可雄（三隆）、長尾隼人勝明、各務三右衛門糺英（正直）とともに将軍綱吉に拝謁する。元禄2年（1689年）6月5日没。享年65。婿養子の正致が先立って没したため、孫の正典が嫡孫承祖した。
森家家臣各務家とは代々婚姻を重ねており、大叔母が各務四郎衛門利峯（利正）正室、妹が各務三右衛門糺英（正直、利峯嫡男）室、婿養子に利峯次男の各務正致を迎え、次女於嶋は糺英の養子の各務新右衛門（宮内、伊織）利直に嫁ぎ嫡男松太郎を産んだ後、産後の肥立ちが悪く没した。外孫の各務松太郎（長生）は赤穂藩第2代藩主森長孝の実父森三隆の養嫡子となり、享保8年（1723年）長孝の末期養子として3代藩主となった。